# Four Freedoms Monument

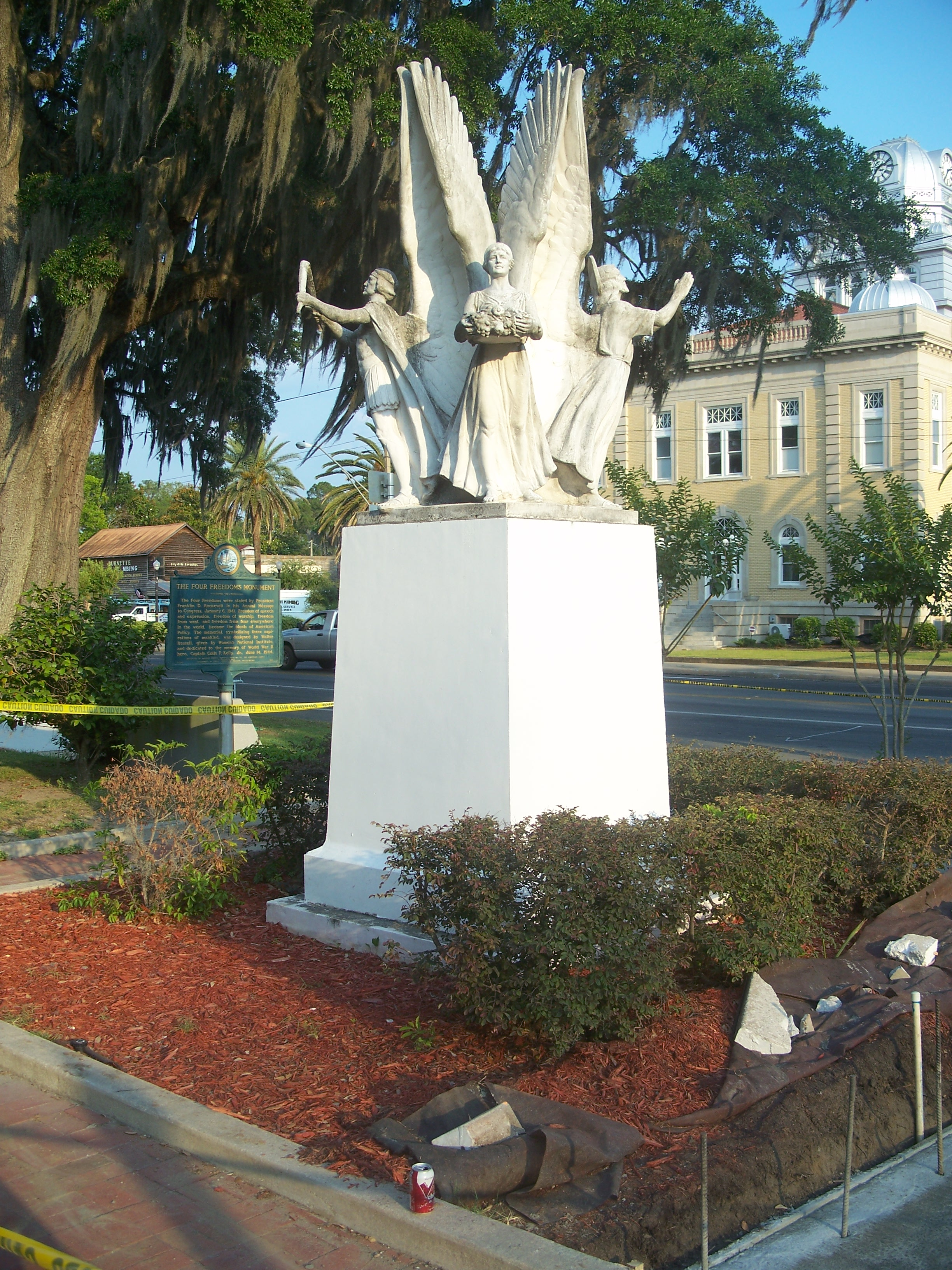
Four Freedoms Monument, Madison (Florida)

Het Four Freedoms Monument (Viervrijhedenmonument) is een sculptuur dat werd gebouwd in opdracht van de Amerikaanse president Franklin Delano Roosevelt. Het beeld werd in 1943 gehouwen door Walter Russell. Het werd eerst geplaatst in de stad New York en later overgebracht naar Florida.

## Achtergrond
Het monument is gebaseerd op de vier fundamentele vrijheden van de mens, zoals Roosevelt deze verwoordde in zijn State of the Union van 6 januari 1941, daarom ook wel de Four Freedoms-speech genoemd. Dit was nog voor de deelname van de VS aan de Tweede Wereldoorlog. De vier fundamentele vrijheden waren volgens Roosevelt:
- Vrijheid van meningsuiting (Engels: Freedom of speech and expression)
- Vrijheid van godsdienst (Engels:  Freedom of worship)
- Vrijwaring van gebrek (Engels: Freedom from want)
- Vrijwaring van vrees (Engels: Freedom from fear)

Roosevelt liet het beeld bouwen omdat hij op die manier een groter publiek wilde inspireren voor het concept van de vier vrijheden.
Het beeld werd in eerste instantie in 1943 geopenbaard in Madison Square Garden in New York, voor een publiek van 60.000 mensen. Het beeld werd opgedragen aan Colin Kelly, een van de eerste erkende Amerikaanse helden in de Tweede Wereldoorlog. Het monument werd op 14 juni 1944 overgeplaatst naar de voormalige woonplaats van Kelly, Madison in Florida, en ingehuldigd door gouverneur Spessard Holland.

## Andere monumenten en kunst
Rond dezelfde tijd werd kunstschilder Norman Rockwell geïnspireerd door de vier vrijheden van Roosevelt en maakte hij een serie van vier schilderijen over dit onderwerp, die later door de Amerikaanse autoriteiten werden gebruikt voor geldinzameling voor de Tweede Wereldoorlog. De betreffende schilderijen waren: Freedom of Speech, Freedom of Worship, Freedom from Fear en Freedom from Want.
Verder staat er nog een Four Freedoms Sculpture in Tremont, Cleveland (Ohio), en sinds 1976 nog een Four Freedoms Monument in Evansville (Indiana) en verder in Nederland (Oud-Vossemeer).
|  |  |